# Araeopteron xanthopis
Araeopteron xanthopis là một loài bướm đêm trong họ Erebidae.